# Amandi
Amandi (Amando, Amend, Amandus) – polski herb szlachecki, z nobilitacji.

## Blazonowanie
Tarcza dzielona w pas. W polu górnym, srebrnym pół lwa koronowanego, złotego, trzymającego serce płonące czerwone. W polu dolnym, czerwonym trzy belki srebrne. Klejnot: godło z górnego pola. Labry: czerwone, podbite srebrem.

## Najwcześniejsze wzmianki
Nadany Jerzemu Amando wraz z braćmi 13 lutego 1566 r.

## Herbowni
Amandi - Amando - Amend.